# Bruges, Gironde
Bruges là một xã thuộc tỉnh Gironde trong vùng Aquitaine tây nam nước Pháp, phía bắc Bordeaux. Dân số năm 2005 là 14.013 người.

## Dân địa phương nổi bật
- Anthony Moura-Komenan footballer

Bản mẫu:Urban Community of Bordeaux